# Perris

Położenie Perris w hrabstwie Riverside

Perris – miasto w Stanach Zjednoczonych położone w zachodniej części hrabstwa Riverside w Kalifornii. Szacowana liczba mieszkańców 53 594 (2007).

## Położenie
Perris znajduje się w rejonie metropolitalnym Los Angeles i w regionie Inland Empire, ok. 115 km od Los Angeles i ok. 45 km na południe od stolicy hrabstwa, miasta Riverside.

## Historia
Nazwa miasta pochodzi od nazwiska T. Perrisa, głównego inżyniera południowokalifornijskiej linii kolejowej (California Southern Railroad). Linia ta łącząca Barstow z San Diego przebiegała przez obszar dzisiejszego Perris. W 1885 z powodu sporu o ziemię mieszkańcy pobliskiego Pincate przenieśli się i założyli Perris. Prawa miejskie miejscowość posiada od 1911 roku. Gwałtowny rozwój, podobnie jak pozostałe miasta regionu, Perris, przeżyło w latach 80. i 90., kiedy to liczba ludności zwiększyła się prawie 6-krotnie (z 6827 w 1980 roku do 36 189 mieszkańców w 2000)
W mieście znajduje się prywatne lotnisko oraz szpital.